# سوارکاری در المپیک تابستانی ۱۹۳۲
سوارکاری در بازی‌های المپیک تابستانی ۱۹۳۲ نام رویداد ورزش سوارکاری در بازی‌های المپیک تابستانی بود که در سال ۱۹۳۲ برگزار شد.

## کشورهای شرکت کننده
۳۱ ورزشکار از ۶ کشور در این مسابقات به رقابت با یک دیگر پرداختند.
- فرانسه (۳)
- ژاپن (۵)
- مکزیک (۶)
- هلند (۳)
- سوئد (۶)
- ایالات متحده آمریکا (۸)

## جدول مدال‌ها
| رتبه | کشور                      | طلا | نقره | برنز | مجموع |
| ۱    | فرانسه (FRA)              | ۲   | ۱    | ۰    | ۳     |
| ۲    | ایالات متحده آمریکا (USA) | ۱   | ۲    | ۲    | ۵     |
| ۳    | هلند (NED)                | ۱   | ۱    | ۰    | ۲     |
| ۴    | ژاپن (JPN)                | ۱   | ۰    | ۰    | ۱     |
| ۵    | سوئد (SWE)                | ۰   | ۱    | ۲    | ۳     |